# ثيوفيلوس جونسون
ثيوفيلوس جونسون (بالإنجليزية: Theophilus Johnson) (23 أغسطس 1836 - 1919) كان عالم طبيعة وفنان وناشر إنجليزي.

## النشأة
وُلِد ثيوفيلوس أو ثيو جونسون في 23 أغسطس 1836 في توتنهام في ميدلسكس، وهو الابن الثالث لجورج جونسون، صانع شمع من المدينة وزوجته آن، ابنة جون جوس من سبيتالفيلدز. كان العم الأكبر للورنس برتراند جونسون، الصديق المقرب لسي. إس. لويس. تم تدريب ثيو ككاتب وطابع، وبدأ في النهاية عمله الخاص في طباعة الحروف.

## حياته الشخصية
تزوج ماري هيلينا دوغلاس في عام 1866 وأنجبا ثلاثة أطفال - هيلينا ستيوارت جونسون وباترسون هربرت جونسون وكونستانس مابل جونسون.

## مسيرته المهنية
عاش معظم حياته بالقرب من ريجنت بارك حيث يبدو أنه قضى معظم وقته في زيارة حدائق جمعية علم الحيوان في لندن وإنتاج لوحات مائية جميلة للمعارض. نشرها كأعمال فنية أصلية، إلى جانب نصوص مطبوعة أو مكتوبة بخط اليد، في عدد كبير من الكتب.
كان اهتمامه الخاص هو علم الحشرات، لكنه نشر أيضًا أعمالًا عن الرخويات والطيور والثدييات، بما في ذلك الأنواع المنقرضة.
في وقت لاحق من حياته، عاش في دارتفورد هيث في كنت حيث استمر في النشر حتى وفاته في عام 1919. تسعة وعشرون كتابًا من كتبه مملوكة لمتحف التاريخ الطبيعي، أربعة منها مملوكة لجمعية علم الحيوان وعدد قليل من الكتب الأخرى لمؤسسات مهمة. ومع ذلك، فإن معظمهم في أيدي القطاع الخاص.